# Краснокутська вулиця
Красноку́тська ву́лиця — вулиця в Дніпровському районі міста Києва, місцевість Стара Дарниця. Пролягає від Сиваської вулиці до вулиці Княгині Інгігерди.
Прилучається Дністерська вулиця.

## Історія
Краснокутська вулиця виникла у середині XX століття під назвою 634-а Нова. Сучасна назва — з 1953 року, на честь селища міського типу Красний Кут Антрацитівського району Луганської області.